# История Баку
Будучи сегодня столицей Азербайджанской Республики, Баку был известен как важный центр по добыче и переработке нефти, являлся крупнейшим портом на Каспийском море. Археологический материал позволил датировать Баку как город античного периода.
Ярким периодом истории Баку являются XII и XV вв. — период правления Ширваншахов. Баку был столицей Бакинского ханства, административным центром Бакинской губернии, столицей Азербайджанской Демократической Республики и Азербайджанской ССР.
Со средних веков Баку находился в исторической области Ширван, севернее от области Азербайджан.

## Ранняя история Апшерона и Баку
В 1936 году у берега Зыхского озера в 10 км от Баку было найдено кремнёвое ядро, похожее на орудие палеолитического человека. А в районе между Биби-Эйбатом и Баилово археолог Г. Асланов обнаружил наскальные изображения быков, похожие на гобустанские. Наскальные изображения выявлены в ряде пунктов на Апшеронском полуострове в зоне посёлков Мардакян, Шувелян, Зиря, Сураханы, Рамана, Гала (изображения пляшущих людей — первый памятник на Апшероне, относящийся к переходному периоду от каменного века к началу бронзы) и у начала дамбы, соединяющей материк с островом Пир-Аллахи (изображения безоаровых козлов, датируемые II и началом I тысячелетия до н. э.).
Вопрос о времени возникновения Баку как населённого пункта и города до сих пор не уточнён из-за слабой изученности его в археологическом отношении. Считается, что людей в эти места привлекало наличие в прибакинских недрах нефти и соли и выгодное местоположение на морском побережье с прекрасной естественной гаванью. Азербайджанский историк Сара Ашурбейли считает, что в далёком прошлом на территорию Апшерона проникали племена как с севера, через Дербентский проход, так и с юга, из Гобустана, и, смешавшись с местными аборигенами, оседали на Апшероне.
Баку принадлежал к типу городов, которые возникали из древних поселений, обнесённых крепостной стеной и рвом. В I веке Баку был уже небольшим портовым городом. О пребывании римских войск близ Баку свидетельствует латинская надпись, сделанная между 84 и 96 годами у подножья горы Беюк-даш, а также название селения Рамана на Апшероне.

## Этимология и первые упоминания
Ряд поселений на Апшероне получили своё название от населявших эти места в древности племён. Так, например, от названия населявших Апшеронский полуостров ираноязычных племён скифов-массагетов (маскутов) из династии парфянских Аршакидов произошло название селения Маштага, от мардов — Мардакян, от тюрков — Тюркан, от курдов — Кюрдаханы. Некоторые племена же были огнепоклонниками и имели в этих местах свои храмы. Баку впервые упоминается в источниках V века. Византийский автор первой половины этого столетия Приск Панийский описывая путь, ведущий из Скифии в Мидию сообщает о «пышущем из морского камня пламени» близ Баку. Это первое хронологическое указание на огни близ Баку. Армянский автор VIII века Гевонд, описывая события в Кавказской Албании в связи с нашествием хазар в 730 году, упоминает разрушенную ими область Атши-Багуан. Сара Ашурбейли отмечает, что слово «Атш», искажённое от «Атеш», означает огонь, название «Атши-Багуан» же — «огни Багуана», и что речь здесь идёт о Баку. Ахмед Кесреви Тебризи отождествлял Атеши-Багуан с древним Баку и объяснял значение слова, как «город бога» или «место бога». Город так назывался потому, что в нём находился один из главных храмов огнепоклонников, а этимология названия города объясняется из древнеперсидского при Сасанидах. Арабский географ аль-Истархи в 930 году сообщает, что недалеко от Баку жили огнепоклонники.
После завоевания страны арабами уже в VIII веке слово «Багу» могло измениться, как отмечает Ашурбейли, в «Баку». Наиболее ранние написания различных вариантов слова «Баку» в арабоязычных и персоязычных источниках X века даются в следующей форме:
| Название города | Источник       | Годы        |
| --------------- | -------------- | ----------- |
| Бакух           | ал-Истархи     | 930 год     |
| Бакух           | ал-Масуди      | 943-944 гг. |
| Бакуйа          | Абу-Дулаф      | 942-952 гг. |
| Баку            | Худуд аль-алам | 982 год     |
| Бакух           | ал-Мукаддаси   | 985 год     |

В последующих источниках название «Баку» даётся в следующем виде:
| Название города | Источник |
| --------------- | --- |
| Бакух           | аль-Бируни (XI век), Абу Хамидал-Андалуси ал-Гарнати (XII век) |
| Баку            | Хагани Ширвани (XII век), Рашид-ад-Дин (XIV век), Хасан-бек Румлу (XVI век), Амин Ахмед ар-Рази (XVI—XVII вв.), Эвлия Челеби (XVII век), Хаджи Халифа (XVII век)                               |
| Бакуйа          | Йакут (XIII век), Насир ад-Дин Туси (XIII век), Закарийа Казвини (XIII век), Хамдуллах Казвини (XIV век), Абу-л-Фида (XIV век), Бакуви (XV век), Ибн Ийас (XVI век), Садик Исфахани (XVII век) |
| Бадкубе         | Дербенд-намэ, Искандер Мунши (XVII век), Мирза Мухаммед Мехди-хан Астерабади (XVIII век), Мухаммед-Хасан-хан Этемад ас-Салтане (XIX век)                                                       |

Кесреви отмечает, что «Бадкубе» является более поздней и искажённой формой названия города, что в переводе с персидского означает «обдуваемый ветром» (бад — ветер, кубе от глагола кубидан — бить). Это название появилось в связи с сильными северными ветрами. Но подобное толкование является народной этимологией и искажает древнюю форму написания слова. Сокращённая форма этого написания в виде Бадкуйе или Бадку встречается в XVI веке.
У европейских и русских географов и путешественников написание города Баку представляется в следующем виде:
| Название города | Источник             | Годы     |
| --------------- | -------------------- | -------- |
| Bacu            | Каталонская          | 1375 год |
| Bachu           | Фра Мауро            | 1459 год |
| Bachu           | Лезгинская           | XV век   |
| Bacu            | Мартин Вальдземюллер | XVI век  |
| Backow          | Энтони Дженкинсон    | XVI век  |
| Baca            | Гарритс              | XVII век |
| Baca            | Фёдор Годунов        | 1613 год |
| Bakuie          | Адам Олеарий         | XVII век |
| Backu           | Ян Стрюйс            | XVII век |
| Backu           | Пальмквист           | XVII век |

Надписи, сохранившие название города Баку, обнаружены и на стенах мечетей, находящихся на территории старой крепости Ичери-шехер. Так, надпись, высеченная на камне в стене у основания минарета Джума мечети, передаёт содержание текста ярлыка ильхана Олджейту. Упоминаемое в ней слово «Баку» представлено в виде Бакуйа. На монетах, чеканенных в Баку в XIV—XV веках ильханами, джелаиридами и ширваншахами, слово «Баку» изображено как Бакуйа.

## Раннефеодальный Баку
В письменных источниках Баку появляется только в исламский период. В политическом отношении в период исламского средневековья Баку находился в провинциях Ширван и Шамахи. Ещё при Сасанидах Ширван представлял отдельную провинцию сасанидского государства. Сара Ашурбейли отмечает, что Апшерон с центром в Баку, по-видимому, представлял отдельную административную единицу, входившую в область Ширван. После завоевания территории арабами, правителями области Ширван, куда кроме Баку входили Шамахи, Дербент и другие города, были Ширваншахи. Ал-Балазури, Масуди и другие арабские авторы сообщают, что Хосров Ануширван выбрал и назначил царей, предоставив каждому из них шахство. Среди них назван царь Ширвана, именующийся Ширван-шахом. О событиях в Баку в период VII—X вв. имеются лишь отрывочные сведения. Известно, что город подвергался набегам с севера, совершаемым тюрками и русами. Так, в 914 году на бакинское побережье было совершено нападение русов. По словам Масуди, русы достигли нефтеносного побережья в царстве Ширваншахов, известного под именем Баку. Ширваншах Али ибн Хайсам, не имевший флота на Каспийском море, направил против них своё войско на барках и торговых судах. Русы напали на войско ширваншаха и, по словам Масуди, тысячи мусульман были убиты и потоплены. Набеги на Баку и Апшерон повторялись и позже.
Ал-Мукадасси пишет о Баку X века как о городе «на море, единственной гавани области». Но, известно, что ещё в VIII — начале IX века Баку не был значительной морской гаванью и не числился в числе крупных торговых центров страны.  В конце X века же арабские авторы отмечали город, как уже значительный порт. Сам расположенный на холме город был окружён крепостной стеной. Слой средневекового города, выявленный у юго-восточного фасада дворца, датируется VIII веком н. э. А обнаруженные на различных участках старой крепости чашенные углубления свидетельствуют о поселении ранее VIII века н. э. Наземных же архитектурных памятников, относящихся к раннему периоду города не сохранилось.

## Баку в годы правления Ширваншахов
В связи с распадом Арабского халифата в X—XI вв., правители ряда областей, в том числе и ширваншахи стали править независимо. Так, в 1030 году у города Баку произошло сражение между русами и войском ширваншаха Минучихра I ибн Йазида. Победа русов позволила им двинуться дальше по реке Аракс и овладеть Байлаканом. Через год русы вновь напали на Ширван через Баку, однако правитель Аррана из династии Шаддадидов Муса ибн Фадл, сразившись с ними, вытеснил их из страны.
В 40-х годах XI века ширваншахи стали возводить вокруг городов крепостные укрепления в виду опасности нашествия тюрок-огузов. В это же время источники впервые отмечают об их проникновении. В начале XI века сельджуки, одна из ветвь огузов, образовали сильную империю и стали угрожать странам Передней Азии. В 1066 году огузы под предводительством Кара-Текина напали на Ширван и на Баку. После Кара-Текина в Ширван совершали походы и другие предводители сельджуков, такие как Каймас и Алп-Арслан. Однако ширваншахи ещё правили как независимые правители. Только после прихода к власти Сау-Тегина — правителя Ирака—Арабского и Персидского, ширваншах Фарибуз стал сельджукским вассалом. Во второй четверти XII века Ильдегиз захватил весь Ширван, включая Баку. В конце же XII века Ширваншахи становятся номинально независимыми, но фактически находятся под властью Ильдегизидов.
После того, как в 1191 году Шамахи была сильно разрушена землетрясением, ширваншах Ахситан I перенёс свою резиденцию в Баку. Ширваншахи украсили город рядом сооружений и укрепили его. В первой половине XII века были возведены крепостные стены города и произведён ряд фортификационных работ. В систему оборонительных сооружений входила и Девичья башня. Известно, что в борьбе против сельджуков ширваншахи союзничали с грузинскими правителями. Грузинская летопись сообщает, что в 1222 году в Баку для участия в свадебном пире прибывает грузинский царь Георгий IV Лаша, сын Тамары. Значение города как одного из богатых городов Ширвана и важного порта на Каспийском море в это время возрастает. Хагани Ширвани в своей касыде, восхваляющей ширваншаха Ахситана ибн Минучихра, говорит о Баку, как о неприступной крепости и значительном городе востока, сравнивая его с Бестамом, сильно укреплённым городом Хорасана.
| |                                       |                                      |
| Девичья башня, построенная в XII веке на месте более древней постройки, относящейся к доисламской эре | Крепостные ворота города. XII-XV века | Крепостные стены города. XII-XV века |

В 1220 году в Ширван вторглись монголы. Захватив Сераб и Байлакан, они разгромили Шемаху и ушли через Дербентский проход. Второе вторжение монголов произошло в 1231 году. Такие крупные города, как Гянджа, Барда, Байлакан, Шабран долго не могли оправиться после разрушительного вторжения монголов. Арабский географ XV века Бакуви сообщает, что монголы долго не могли взять сильно укреплённую крепость у моря — Баку, жители которого оказывали им упорное сопротивление. Только после завоевания всей страны город вынужден был покориться.
В 1258 году внук Чингизхана, Хулагу-хан взял Багдад, положив конец халифату Аббасидов и основав династию Хулагидов. Ильханы захватили Закавказье, и так как они не признавали права Джучидов на эти земли, то между государством Ильханов и Золотой Ордой около ста лет происходили столкновения. За эти годы граница между государствами проходила то близ Дербента, то близ Баку. Ширваншахи в это время правили в своих владениях на правах вассалов монголов, участвовали в походах ильханских государей. При Ильханах Баку был местом зимовок монгольских государей. В 1297 году в Баку с немерением перезимовать прибыл Газан-хан. Одорико Порденоне так пишет о хане:«Здесь (в Султанийе) в летнее время проводит жизнь хан, зимой переезжает в другой город, называемый Бакук (Bacuc)».
После распада монгольской державы в начале XIV века Ширваншахи вели борьбу с образованными на территории государства Ильханов Чобанидами, а затем и Джелаиридами. О покорении ими Баку говорят найденные в городе монеты 1360 года с именем Султана Шейха Увейса. Ширван также подвергался вторжению Тохтамыша и Тимура, о пребывании которого сообщают чеканенные от его имени монеты конца XIV века. Ширваншах Шейх Ибрагим принимали участие в войне против османского султана Баязида на стороне Тимура, сопровождал его, приезжая в Халеб, когда Тимур вступал в Сирию в 1400 году. После смерти Тимура Ширван приобретает независимость. Даже после покорения страны Кара-Юсуфу, ширваншах Ибрагим был только формально вассалом правителей государства Кара-Коюнлу и был полновластным правителем Ширвана от Шеки до Дербента.
С начала XV века и до начала XVI века страна освободилась от иноземного ига и в течение ста лет Ширван стал независимым государством. Правивший страной до 1465 года сын Ибрагима Халилл Уллах I оставался независимым, поддерживал тимуридов, ведших борьбу с государями Кара-Коюнлу. Когда Халилл Уллах прибыл в ставку Шахруха в Карабах, последний пожелал, с ним породниться и обручил его с правнучкой Тимура. Халилл Уллах развил большую строительную деятельность в городах Ширвана, и особенно в Баку, который был в это время столицей государства. При нём началось строительство ансамбля дворца Ширваншахов, караван-сараев и мостов.
|                                                                 |                                                               |
| Дворцовая мечеть, дворец и мавзолей Сейида Йахья Бакуви. XV век | Диван-хане — предназначался для официальных церемоний. XV век |

Источники времени Ширваншахов показывают положение персидского и арабского языков как доминирующего средства политического и культурного выражения. На протяжении всего этого периода Ширван, как и весь бывший Арран, продолжал быть отдельным от средневекового Азербайджана, северными пределами которого были реки Аракс и Кура.
Бакуйа — город в области Ширвана на берегу моря. Земля его всю ночь горит как огонь. Ставят на землю котел [с водой], и вода в нем вскипает.
Население Баку, вероятно, еще продолжало некоторое время говорить на коренном языке, упомянутом арабскими авторами как особый язык Аррана.
Около 1469 года город посетил Афанасий Никитин, упомянувший его в своих путевых записках «Хожение за три моря».

## Баку в составе Сефевидского государства
В июле 1669 года отряд Степана Разина, после разбойничьего похода по шахским владениям в Каспийском море, обосновался на острове близ Баку. Там его попытался захватить флот Сефевидов под командованием Менеды-хана, состоявший из пятидесяти больших лодок-сандалов. Казаки, применив хитрость, разбили флот персов и даже пленили сына Менеды-хана, сумевшего уйти всего с тремя сандалами. В августе 1669 года струги атамана Разина с огромной добычей вернулись из Персидского похода в Астрахань.

## Баку в составе Российской империи
Многие северо-кавказские правители состояли в союзных отношениях с русскими властями на протяжении сотен лет. В 1723 году во время Персидского похода Баку был захвачен российскими войсками по приказу Петра I. Через 13 лет по Гянджинскому договору 1735 года с Персией российские войска ушли из Баку, и вернулись туда только в конце XVIII века. Длительное время между Персией и Турцией шла война за обладание городом, Баку несколько раз был захвачен и разграблен их войсками. Вхождение в состав Российской империи принесло мир населению города и прилегающих территорий.
14 сентября 1857 года около Шувелян потерпел крушение пароход «Куба», шедший из Астрахани в Баку. На пароходе была снаряжена гидрографическая экспедиция под руководством Н. А. Ивашинцова для изучения Каспийского моря с целью составления его подробной карты и лоции.
В 1878 году было введено Городовое положение 16 июня 1870 года. Была учреждена Бакинская городская дума.

### Экономика
Во второй половине 19 века на Апшеронском полуострове были найдены запасы нефти. На 1872 год насчитывается 13 нефтеносных участков.
Действовал парафиновый завод Закаспийского торгового товарищества.
Население деревень около Баку занималось выделкой ковров.

### Проблема пресной воды
На начало 20 века на Апшеронском полуострове почти полностью отсутствовала пресная вода.  Для покрытия потребности в пресной воде действовал опреснитель АО «Артур Коппель», а также водофильтровальная станция Сурахано-Куринского АО.

### Связь
В 1913 году было установлено телеграфное сообщение между Баку и Тегераном.
23 ноября (6 декабря) 1881 года была протянута первая на территории современного Азербайджана телефонная линия, которая была построена в жилом посёлке братьев Нобель Вилла Петролеа.
Первые городские телефонные линии на территории современного Азербайджана также были проложены в Баку в начале 20 в. К 1913 году количество абонентов телефонной связи в Баку составляло 4 176 человек.

### Административное деление
На 1903 год город делился на 6 полицейских участков. По частям город делился на Крепость, Чемберекент, Нагорная часть, Шемахнка, Кирпич-Хана, Кани-Тапа, Приморская часть, Чёрный город, Завокзальная часть, Дальняя слободка. К пригородам относились Белый город, сёла Кешлы, Ахмедлы, Баилов мыс. К промысловым районам относились Биби-Эйбат, сёла Балаханы, Сабунчи, Раманы, Забрат.

### Транспорт
Между Астраханью и Баку осуществлялась связь пароходом через Каспийское море, посредством почтового пароходства. Путь парохода из Астрахани через Баку в иные города, и обратно занимал месяц. Движение пароходов осложнялось мелководьем и непогодой (ветром и сильными волнами). Самыми сложными для пароходства по Каспию являлись сентябрь и октябрь.

## Азербайджанская Демократическая Республика
Октябрьская революция 1917 года привела к краху российского правления. В 1918 году была провозглашена АДР с преобладающим тюркоговорящим населением области. Эта республика со столицей в Баку приняла официальное название «Азербайджан», который до этого использовалась только в отношении территорий к югу от Куры и Аракса.
13 ноября Бакинский совет рабочих депутатов провозгласил в Баку Советскую власть. Степан Шаумян был избран председателем исполкома Бакинского Совета.
30 марта — 1 апреля 1918 года в Баку произошли кровавые межэтнические столкновения, после которых власть перешла в руки Бакинского Совета народных комиссаров (СНК). 22 апреля 1918 года Закавказский сейм принял резолюцию о провозглашении Закавказья независимой, демократической и федеративной республикой, а 26 апреля было сформировано новое правительство Закавказья. 28 мая 1918 была провозглашена самостоятельная Азербайджанская Демократическая Республика. Но в середине апреля 1920 года части 11 Армии РККА подошли к северным границам Азербайджана и 27 апреля перешли границу, 28 апреля вошли в Баку. АДР прекратила существование.

## Период Азербайджанской ССР
30 декабря 1922 года Азербайджанская ССР со столицей в Баку вошла в состав СССР. 
В годы Великой Отечественной войны Баку был основным стратегическим центром обеспечения топливом военной авиации и бронетехники.  Баку—Баладжарский узел, находящийся на стыке железнодорожных и водных путей, являлся важнейшим звеном на Закавказской железной дороге. Германия строила планы захвата Баку ради нефти. 
22 августа 1941 года в Баку состоялся митинг трудящихся нефтепромыслов, заводов, фабрик и учреждений, собравший более 200 тысяч человек, на котором было принято обращение к защитникам Ленинграда.
23 июля 1942 года Гитлером был утвержден план операции «Эдельвейс» по захвату Кавказа, в частности Грозного и Баку. Была даже назначена дата захвата Баку — 25 сентября 1942 года. Операция длилась 4 недели — до 21 августа 1942 года. В результате поражения вермахта в битве за Кавказ Баку не был захвачен.
В 1949 году в 100 километрах от Баку, фонтан в Нефтяных Камнях открыл новую фазу добычи нефти на шельфе, и Баку первым в мире начал добывать нефть на море.

### Черный январь
В ночь на 20 января 1990 года советская армия штурмовала Баку с целью разгрома Народного фронта и спасения власти Коммунистической партии в Азербайджане, руководствуясь указом о введении в городе чрезвычайного положения, которое было объявлено начиная с полуночи. Ввод войск в Баку происходил с трёх сторон, по всей окружности кольцевых дорог, примыкающих к городу. 20 января 1990 года погибли 131, ещё 744 человека были ранены.